# Almut
Almut (oder Almuth) ist ein weiblicher Vorname germanischen Ursprunges und die inzwischen verselbständigte Kurzform von Adelmut(h).

## Herkunft und Bedeutung des Namens
althochdeutsch adal muot → edle Gesinnung; die Edelmütige bzw. von vornehmer Gesinnung

## Namenstag
12. März

## Varianten
Almudis, Almuth, Almud, Allmut

## Namensträgerinnen
- Almut von Wetter, Äbtissin aus dem 10./11. Jahrhundert
- Almut Adler (* 1951), deutsche Fotobuchautorin, Fotografin und Grafikerin
- Almuth von Below-Neufeldt (* 1954), deutsche Politikerin (FDP)
- Almut Berg (1938–2022), deutsche Schauspielerin
- Almuth Berger (* 1943), deutsche Pfarrerin und Ausländerbeauftragte der DDR
- Almut Brömmel (* 1935), deutsche Seniorenleichtathletin
- Almuth Cirksena (1465–1522), ostfriesische Adelige
- Almuth Degener (* 1958), deutsche Indologin
- Almut Eggert (1937–2023), deutsche Schauspielerin
- Almut Getto (* 1964), deutsche Filmregisseurin
- Almut von Gladiß (1943–2013), deutsche Kunsthistorikerin
- Almut Glinin (* 1954), deutsche Künstlerin
- Almuth Grüber (* 1981), deutsche Triathletin
- Almut Grüntuch-Ernst (* 1966), deutsche Architektin
- Almut Gwiasda (* 1945), deutsche Politikerin (SPD)
- Almut Haker (* 1942), deutsche Politikerin (CDU)
- Almuth Hartwig-Tiedt (* 1959), deutsche Staatssekretärin in Brandenburg
- Almut Heise (* 1944), deutsche Malerin und Grafikerin
- Almuth Hirt (* 1940), deutsche Juristin, Richterin an verschiedenen bayrischen oberen und obersten Gerichten
- Almut Ilsen (* 1950), deutsche Chemikerin, Bibliothekarin, Fotografin, Autorin und Bürgerrechtlerin
- Almut Kemperdick (* 1963), deutsche Volleyballspielerin
- Almuth Klemer (1924–2022), deutsche Chemikerin
- Almut Klotz (1962–2013), deutsche Musikerin und Autorin
- Almuth Marianne Kroll (* 1966), deutsche Konzert- und Opernsängerin
- Almuth Kook (* 1969), deutsche Fernsehmoderatorin
- Almut Kottwitz (* 1952), deutsche Politikerin (Grüne)
- Almut Kühne (* 1983), deutsche Jazzsängerin und Interpretin Neuer Musik
- Almut Leh (* 1961), deutsche Historikerin
- Almut Lehmann (* 1953), deutsche Eiskunstläuferin
- Almuth Link (* 1935), deutsche Schriftstellerin
- Almuth Lütkenhaus (1930–1996), deutsch-kanadische Künstlerin
- Almuth Märker (* 1966), deutsche Altphilologin
- Almut Möller (* 1977), deutsche Politikwissenschaftlerin
- Almut van Niekerk (* 1967), deutsche evangelische Theologin
- Almut Nolte (* 1968), deutsche Ärztin und Sanitätsoffizierin der Bundeswehr im Dienstgrad Generalarzt
- Almut Rößler (1932–2015), deutsche Organistin und Kirchenmusikerin
- Almut Rothweiler (1928–2006), deutsche Schauspielerin
- Almut Rudel (* 1961), deutsche Sportjournalistin und -moderatorin
- Ulrike Almut Sandig (* 1979), deutsche Schriftstellerin und Lyrikerin
- Almut Tina Schmidt (* 1971), deutsche Schriftstellerin und Hörspielautorin
- Almut Schnerring (* 1970), deutsche Sprecherzieherin, Hörfunk-Journalistin und Autorin
- Almuth Schult (* 1991), deutsche Fußballspielerin
- Almut Seiler-Dietrich (* 1947), deutsche Autorin
- Almuth Sellschopp (* 1939), deutsche Psychoonkologin und Psychoanalytikerin
- Almuth Stöhr (* 1949), deutsche Tischtennisspielerin
- Almut Sturm (* 1941), deutsche Tennisspielerin
- Almuth Tharan (* 1963), deutsche Politikerin (Grüne)
- Almut Wieland-Karimi (* 1965), deutsche Orientalistin
- Almut Zilcher (* 1954), österreichische Schauspielerin
- Almut Zydra (* 1962), deutsche Synchronsprecherin